# FX Fighter
FX Fighter is een gevechtsspel uit 1995 voor computers met DOS als besturingssysteem. Het spel werd ontwikkeld door Argonaut Software en verdeeld door GTE Entertainment. Het was een van de eerste realtime 3D-computerspellen. 
Er werd van het spel ook een versie voor Super Nintendo Entertainment System gemaakt, maar deze is nooit uitgekomen.

## Personages en spelbesturing
In het spel zijn er negen personages, acht arena's en cutscenes. Elke vechter heeft 40 verschillende aanvalzetten. De speler kan kiezen uit 8 van de 9 personages. Vervolgens dient hij in elke ronde een van de andere personages te bevechten. In de eindronde neemt hij het op tegen Rygil. De winnaar van deze laatste ronde wint het meest krachtige wapen in het universum.
| Naam     | Ras       | Omschrijving |
| -------- | --------- | --- |
| Ashraf   | Karlakian | Een mannelijke vechter die eruitziet als iemand van uit het Midden-Oosten.                                                                  |
| Cyben 30 | Cyben     | Een zwaarbewapende androïde |
| Jake     | Mens      | Een gespierde, rosse man |
| Kiko     | Kanti     | Een humanoïde vrouw met rood haar. Ze is afkomstig van een jungle-exoplaneet. Ze lijkt op een Amazonekrijgster.                             |
| Magnon   | Magman    | Een Golem-achtig wezen afkomstig van een vulkanische exoplaneet.                                                                            |
| Rygil    | Ongekend  | Een niet-speelbaar personage waar men in de laatste ronde tegen moet vechten. Deze humanoïde is groen van huid en heeft een korte haarsnit. |
| Sheba    | Feran     | Een behendige vrouwelijke humanoïde wier ledematen er katachtig uitzien.                                                                    |
| Siren    | Ursae     | Een humanoïde vrouw met blauwe huidskleur die aan telekinese kan doen.                                                                      |
| Venam    | Manti     | Een grote, groene tweevoetige mantidae, wat behoort tot de orde van bidsprinkhanen.                                                         |

## Versies

### 3D acceleratie
OEM-versies van het spel ondersteunen 3D-acceleratie en werden geleverd met een Diamond Multimedia Monster3D grafische kaart.

### Super Nintendo Entertainment System
Er werd van het spel een versie ontwikkeld voor Super Nintendo Entertainment System dewelke werd besproken in GamePro #66 en Nintendo Power #69. Deze versie vereiste een Super FX-module om polygone afbeeldingen te renderen. Hoewel Nintendo aankondigde dat het spel zou worden uitgebracht in een joint-venture met Consumer Electronics Show en GTE Entertainment werd het uiteindelijk geschrapt en kwam het nooit uit.

## FX Fighter Turbo
FX Fighter Turbo is het vervolg uit 1996. In dit spel zijn er andere personages en arena's. Verder is er de mogelijkheid om het spel over een netwerk te spelen. Het spel is ook compatibel met Microsoft Windows en videokaarten met een S3 chipset. In dit spel is het ook mogelijk om dodelijke slagen uit te voeren.